# Bulovka (usedlost v Libni)
Bulovka v Libni je zaniklá usedlost v Praze 8, která se nacházela v jihozápadní části areálu Fakultní nemocnice Bulovka poblíž Vltavy. Stála v ohybu cesty sto metrů severozápadně od západního konce libeňského hřbitova.

## Historie
Majitelem Bulovky byl v první polovině 18. století Ferdinand Bulla. V Tereziánském katastru je uveden jako vlastník Matěj Urban, malostranský měšťan a nákladník. Roku 1762 pozemky s usedlostí koupil František Petch. Petchově rodině v té době patřily usedlosti Pečová, Červená Báň a Vaceška.
Mezi pozemky patřící k usedlosti byla převážně pole. V menší míře je zabíraly vinice a pastviny na jižním úbočí vrchu pod Rokoskou, které zde bývaly až do poloviny 19. století. Usedlost na počátku 19. století tvořily tři samostatně stojící budovy bez dvora. Ve dvou z nich byla roku 1861 zřízena tkalcovna.
V letech 1892 a 1893 koupila libeňská obec usedlost s pozemky od továrníka Gustava Heitze za 70000 zlatých z důvodu výstavby nové vodárny. Záměr ale nebyl realizován stejně jako pozdější záměr zřídit zde jatka. Ve značně poškozených budovách usedlosti byl nakonec umístěn libeňský chudobinec.
Na začátku 19. století se v Libni udržely pouze čtyři vinice: kromě Bulovky ještě Císařecká, Kopytářka a Šedivá. "Ostatní dávno přeměnily se na výnosnější popluží."

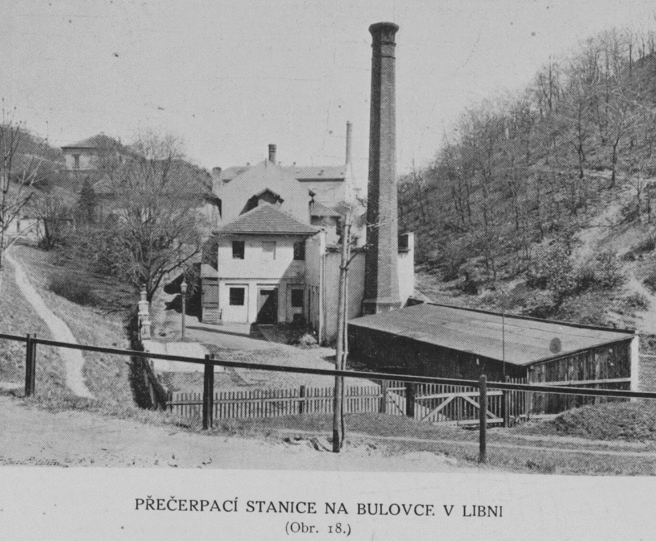
Přečerpací stanice Bulovka, 1909

Od roku 1903 stála na Bulovce místo původní továrny přečerpací vodní stanice postavená městem. Čerpala vodu do rezervoárů Na stráži a Nad Mazankou.
Původní usedlost byla zbořena a na jejích pozemcích postaven v letech 1913 - 1915 obcí Libeň infekční pavilon. Ten se stal základem pro budoucí nemocnici otevřenou roku 1931.